# Julie Mayer
Julie Alexandra Mayer è un personaggio della serie televisiva Desperate Housewives.

## Personaggio
Julie è la figlia di Susan e Karl Mayer, i genitori hanno divorziato a causa delle ripetute infedeltà del padre, Julie è una ragazza coscienziosa e responsabile, è molto diversa dalla madre tanto che spesso viene sottolineato il fatto che sembra più lei il genitore piuttosto che il contrario.
Julie vive al N° 4353 di Wisteria Lane.

## Storia

### Prima stagione
Nella prima stagione compie 14 anni e frequenta la 1° liceo. Fin dai primi episodi viene evidanziato subito il fatto che Julie sia più matura della madre. Quando Susan dà fuoco accidentalmente alla casa di Edie Britt, Martha Huber cerca di ricattare la madre avendo il suo misurino come prova che la donna aveva lasciato tra le macerie della casa, ma alla fine madre e figlia ne rientrano in possesso. La aiuta a conquistare Mike Delfino, è molto amica di Danielle Van de Kamp e ha una relazione con Zach Young ma la madre non approva e cerca di separarli. Inizialmente Julie disapprova l'intromissione della madre, ma quando capisce che Zack ha dei problemi di autoncontrollo, decide di lasciarlo.

### Seconda stagione
In questa stagione ha 15 anni e si schiera contro il matrimonio dei genitori ma lo accetta perché capisce che le nozze servono solo per permettere a Susan di operarsi alla milza con l'assicurazione di Karl Mayer. Cerca di aiutare Mike a socializzare con il figlio Zach ma tutto viene interrotto con il ritorno di Paul Young. Sorprende i genitori a letto insieme ed è costretta a vivere con la madre in un camper dopo che Edie Britt incendia la loro casa.

### Terza stagione
Nella terza stagione ha 16 anni e conosce Austin McCann il nipote di Edie e intraprende con lui una relazione, poi scopre che il ragazzo la tradisce con la sua migliore amica Danielle. Insieme al ragazzo è coinvolta nella sparatoria al supermercato ma per fortuna i due non rimangono feriti. Austin abbandona la città dopo aver scoperto di aver messo incinta Danielle. Dopo il matrimonio di Gabrielle, organizza una cerimonia di nozze molto intima per la madre e Mike.

### Quarta stagione
Julie ha 17 anni e ritrova la sua amica d'infanzia Dylan Mayfair, ma confessa a Susan di trovarla strana e diversa. Chiede alla madre e al nuovo marito Mike di andare ad una festa, ma riceve un rifiuto dal patrigno. La ragazza ci va lo stesso e la madre senza dire niente al marito va a riprenderla, convincendola dopo un lungo discorso a rispettare l'autorità di Mike, che d'ora in poi dovrà considerare un genitore. Inoltre deve affrontare una nuova gravidanza di Susan. Alla fine della stagione si scopre che è stata ammessa alla Princeton University.

### Quinta stagione
In questa stagione avviene il salto temporale di 5 anni (quindi ha 22 anni) e Julie si presenta alla madre con il suo nuovo fidanzato, il suo pluridivorziato professore di 40 anni. L'uomo confida a Susan di voler sposare Julie e la donna fa di tutto per impedirglielo, ma la ragazza lascia il suo insegnante e confessa alla madre di non volersi sposare per non avere sfortuna come lei.

### Sesta stagione
Julie torna a Wisteria Lane per partecipare al secondo matrimonio tra Mike e Susan. La ragazza dà ripetizioni di matematica al figlio dei nuovi vicini, Danny Bolen. I due iniziano ad uscire, ma una sera, dopo essere uscita a gettare la spazzatura, la ragazza viene aggredita. Portata in ospedale, va in coma, durante il quale Susan viene a sapere da Lynette che Julie potrebbe essere incinta di un uomo sposato (si rivelerà poi un falso allarme), e da Andrew che ha abbandonato gli studi di medicina per fare la cameriera. In seguito si viene a sapere che l'amante di Julie è Nick, il padre di Danny. Uscita dal coma e tornata a casa, Julie chiacchiera con Angie Bolen che la ammonisce, dicendole che è a conoscenza della sua storia con il marito. Danny sta vicino a Julie ma, a causa dei rifiuti della ragazza tenta di uccidersi. Quando Karl perde la vita durante il disastro aereo, lascia alla figlia una grossa somma di denaro e la custodia del fratellastro Evan. Julie parte quindi da Wisteria Lane, sentendosi poco al sicuro.

### Settima stagione
Quando Susan viene ricoverata in ospedale per dei problemi di salute, che urgono un trapianto di rene, Julie decide di darle il suo anche se la madre non vuole. Julie e Susan si rivolgono alla madre di quest'ultima per il trapianto ma lei non vuole, Julie fa il test di compatibilità ma il risultato è negativo, Susan si lamenta con la madre rimproverandola di essere egoista visto che Julie almeno si era sforzata di fare il test, ma in seguito si scopre che il motivo della riluttanza della nonna di Julie è che soffre di cancro.

### Ottava stagione
Julie va a trovare sua madre e Mike, i due sono molto sorpresi di vedere che la ragazza è rimasta incinta. Julie non vuole rivelare chi è il padre del bambino, inoltre con gran delusione della madre la ragazza, che si scopre aspettare una bambina, decide di darla in adozione. Susan non vuole separarsi dalla sua futura nipote e quindi sabota il colloquio con i possibili genitori adottivi, Julie si arrabbia con lei facendole capire che non vuole diventare una madre single, soprattutto perché Susan con il suo egoismo e la sua puerilità le ha reso l'infanzia difficile, e dunque in un certo senso è stata già una madre, ovvero quella di Susan. Susan scopre che il misterioso padre della bambina è Porter Scavo, uno dei figli gemelli di Lynette, Porter non vuole dare la figlia in adozione e dunque decide di prendersene cura e Susan lo sostiene, Julie presa dalla rabbia per il fatto che la madre abbia scavalcato la sua autorità, se ne va di casa. Dopo la morte di Mike, Julie cerca di stare vicino a Susan e al fratellino MJ, inoltre scopre che Mike aveva una sorella di nome Lora affetta da ritardo mentale, e che la madre di Mike dovette abbandonarla perché era un peso, Julie decide di tenersi la bambina per non fare lo stesso sbaglio della madre di Mike. Nell'ultimo episodio Julie dà alla luce Sophie. Le due partono via insieme a Susan e a MJ, così la prima aiuterà Julie con la piccola dando alla figlia la possibilità di completare gli studi in medicina.